# Maravalia allophyli
Maravalia allophyli är en svampart som beskrevs av Berndt & F.O. Freire 2004. Maravalia allophyli ingår i släktet Maravalia och familjen Chaconiaceae.   Inga underarter finns listade i Catalogue of Life.